# Gestronella
Gestronella es un género de escarabajos  de la familia Chrysomelidae. En 1911 Weise describió el género. Contiene las siguientes especies:
- Gestronella centrolineata (Fairmaire, 1890)
- Gestronella convexicollis (Fairmaire, 1897)
- Gestronella latirostris (Gestro, 1909)
- Gestronella lugubris (Fairmaire, 1890)
- Gestronella obtusicollis (Fairmaire, 1897)
- Gestronella valida (Fairmaire, 1897)